# António Reis Marques
António Reis Marques (Sesimbra, 23 de maio de 1927) é um escritor português. 

## Obras publicadas
- As artes de pesca de Sesimbra. Sesimbra: Câmara Municipal, 2000. ISBN 972-9150-25-7
- Nas bodas de diamante de «O Sesimbrense». RAPAZ, António Cagica (pref.). Confraria Mínima, 2002. ISBN 972-95872-4-8
- O Clube Sesimbrense: Contributos para a sua História: 1853-2003. RAPAZ, António Cagica (ed. lit.). Sesimbra: Câmara Municipal, 2003. ISBN 972-9150-42-7
- Breve História do Clube Naval de Sesimbra 2005[3]
- O que veio à rede... Vocabulário, alcunhas e topónimos de Sesimbra. Sesimbra: Câmara Municipal, 2007 (co-autor)
- Sesimbra: Retrato de uma Vila Piscatória. CRUZ, Liberto (co-autor). GÉRIN-LAJOIE, Denyse (fot.). Sesimbra: Câmara Municipal, 2008. ISBN 978-972-9150-76-0
- Peixe-espada de Sesimbra a Preto e Branco. Sesimbra: Câmara Municipal, 2008. ISBN 978-972-9150-77-7
- Coisas de Sesimbra. Sesimbra: Câmara Municipal, 2015[4][5]